# Nour Ali Boroumand
Nour Ali Boroumand (en persan : نورعلی برومند), né en 1905 à Téhéran et mort le 20 janvier 1977, est un maître de musique iranienne multi-instrumentiste.

## Carrière
Il a étudié la musique à partir de 13 ans avec Darvish Khan et Habib Samai. Il étudia la médecine en Allemagne, mais une maladie de l'œil devait le rendre aveugle et le ramener dans le giron musical.
Il jouait du târ, du setâr, du santûr, du violon, du kamânche et du tombak. 
Il enseignait la musique savante à l'université de Téhéran où il a formé toute une génération de musiciens de haut niveau.  
Parmi ses élèves on compte : Mohammad Reza Lotfi, Hossein Alizadeh, Mohammad Reza Shadjarian, Darioush Tala'i, Madjid Kiani, Parviz Meshkatian, Shahram Nazeri, Jalal Zolfonoun, Nâsser Farhangfar, etc. 
Boroumand a enregistré le radif de Esmail Ghahremani qui le tenait de Aqa Mirza Abdollah.